# 에인절 헤이즈
에인절 헤이즈(Angel Haze, 1992년 7월 10일 ~ )는 미국의 래퍼이다.

## 음반 목록
- Dirty Gold (2013)
- Back to the Woods (2015)